# Anton Gertscher

Anton Gertscher tudi Anton Grčar, slovenski pravnik, * 29. december 1817, Krašnja, † 17. avgust 1889, Ljubljana.
Gertscher se je obiskoval ljudsko šolo v Kamniku, gimnazijo pa v Ljubljani. Dokončal je študij prava. Bil je pripravnik v okraju Bistra pri Vrhniki (1843), za ljubljansko okolico (1845), sodni pisar v Tržiču (1846–1848), okrajni predstojnik v Planini, Vipavi in Kočevju. Bil je svetnik okrajnega sodišča v Novem mestu (1856), v Ljubljani, predsednik okrožnega sodišča v Novem mestu (1870). Od leta 1875 do upokojitve leta 1884 je bil predsednik deželnega sodišča v Ljubljani. Veliko vlogo je imel pri političnih sodnih sporih proti Sokolom in Franu Šukljetu v drugi polovici šestdesetih let 19. stoletja.  